# V Lisovech
V Lisovech este o arie protejată (arie specială de conservare — SAC, sit de importanță comunitară — SCI) din Republica Cehă întinsă pe o suprafață de 30,54 ha, integral pe uscat.

## Localizare
Centrul sitului V Lisovech este situat la coordonatele 49°14′51″N 15°16′43″E / 49.2475°N 15.278611°E.

## Înființare
Situl V Lisovech a fost declarat sit de importanță comunitară în aprilie 2005 pentru a proteja 1 specie de plante și 1 specie de animale. Situl a fost protejat și ca arie specială de conservare în mai 2013.

## Biodiversitate
Situată în ecoregiunea continentală, aria protejată conține 2 habitate naturale: Mlaștini turboase de tranziție și turbării mișcătoare, Formațiuni ierboase bogate în specii de Nardus, dezvoltate pe substraturi silicioase în zone montane (și în zone submontane, în Europa continentală).
La baza desemnării sitului se află mai multe specii protejate:
- plante (1): Hamatocaulis vernicosus
- nevertebrate (1): Vertigo geyeri